# Pelican alb american
Pelicanul alb american (Pelecanus erythrorhynchos) este o pasăre mare acvatică zburătoare din ordinul Pelecaniformes. Se reproduce în interiorul Americii de Nord, iar iarna se deplasează spre sud și spre coastă, până în Costa Rica.

## Taxonomie
Pelicanul alb american a fost descris oficial în 1789 de naturalistul german Johann Friedrich Gmelin în ediția revizuită și extinsă a Systema Naturae a lui Carl Linnaeus. El l-a plasat alături de ceilalți pelicani din genul Pelecanus și a inventat numele binomial Pelecanus erythrorhynchos. Gmelin și-a bazat descrierea pe „pelicanul cu cioc neregulat” care fusese descris în 1785 de ornitologul englez John Latham. Latham a avut acces la trei specimene care fuseseră aduse la Londra din New York și din zona Hudson Bay din America de Nord. Denumirea științifică înseamnă „pelican cu cioc roșu”, de la termenul latin pentru pelican, pelecanus, și erythrorhynchos, derivat din cuvintele grecești vechi erythros (ἐρυθρός, „roșu”) + rhynchos (ῥύγχος, „cioc”). Specia este monotipă: nu sunt recunoscute subspecii.

## Comportament

### Reproducere
Aceste păsări se reproduc în colonii, cu până la 10.000 de perechi pe sit. Păsările sosesc în locurile de reproducere în martie sau aprilie; cuibăritul începe între începutul lunii aprilie și începutul lunii iunie. În timpul sezonului de reproducere, atât masculii, cât și femelele dezvoltă o umflătură pronunțată în partea superioară a ciocului lor mare. Această excrescență vizibilă dispare până la sfârșitul sezonului de reproducere.
Cuibul este o adâncitură puțin adâncă răzuită în sol, în care au fost adunate crenguțe, bețe, trestii sau resturi similare. După aproximativ o săptămână de curtare și de construcție a cuibului, femela depune un cuib de obicei de două sau trei ouă, uneori doar unul, alteori până la șase.
Ambii părinți incubează timp de aproximativ o lună. Puii părăsesc cuibul la 3-4 săptămâni după eclozare; în acest moment, de obicei, supraviețuiește un singur pui per cuib. Aceștia își petrec următoarea lună într-o „creșă”, năpârlind de penajul imatur și învățând în cele din urmă să zboare. După zbor, părinții au grijă de puii lor încă trei săptămâni, până când legătura familială strânsă se separă la sfârșitul verii sau începutul toamnei, iar păsările se adună în grupuri mai mari pe terenuri bogate în hrană, pregătindu-se pentru migrație. Migrează spre sud în septembrie sau octombrie.

### Hrană
Spre deosebire de pelicanul brun (P. occidentalis), pelicanul alb american nu se scufundă pentru hrana sa. În schimb, își prinde prada în timp ce înoată. Fiecare pasăre mănâncă mai mult de 1,8 kg de hrană pe zi. Peștii capturați de pelicani pot varia de la dimensiunea unor peștișori până la cea a unor pești de 1,5 kg. În afară de pește, pelicanul alb american se hrănește cu raci, amfibieni și, uneori, larvele de salamandre. Păsările care cuibăresc pe lacuri saline, unde hrana este rară, vor călători pe distanțe mari pentru a ajunge la zone de hrănire mai bune.
Pelicanilor albi americani le place să se adune în grupuri de o duzină sau mai multe păsări pentru a se hrăni, pentru că astfel pot coopera și pot atrage peștii unii către alții. Atunci când acest lucru nu este ușor de realizat – de exemplu în ape adânci, unde peștii pot scăpa plonjând în afara razei de acțiune – preferă să caute hrană singuri. Dar, ocazional, păsările fură hrană și de la alte păsări, o practică cunoscută sub numele de cleptoparazitism. Se știe că pelicanii albi fură pește de la alți pelicani, pescăruși și cormorani de la suprafața apei.

## Galerie

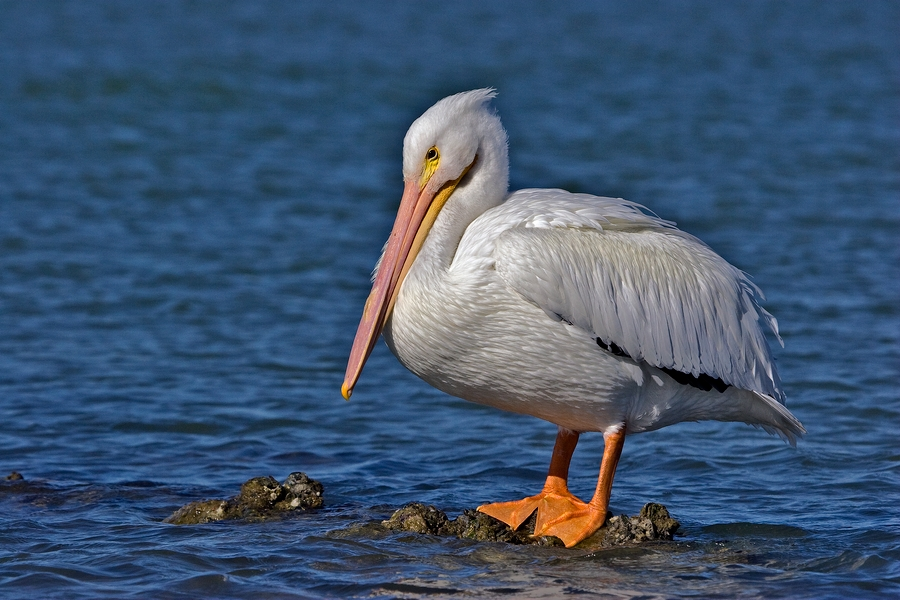
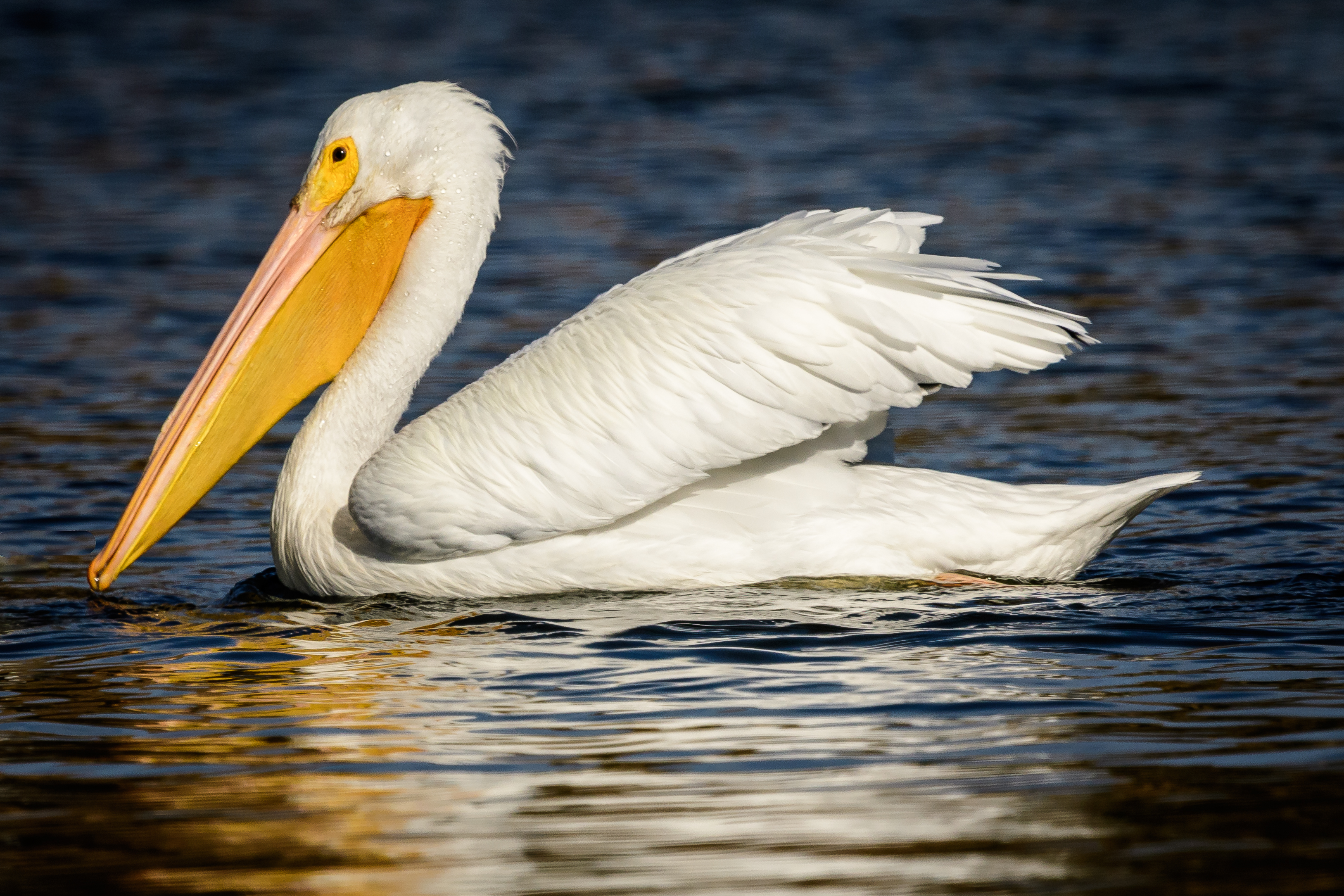
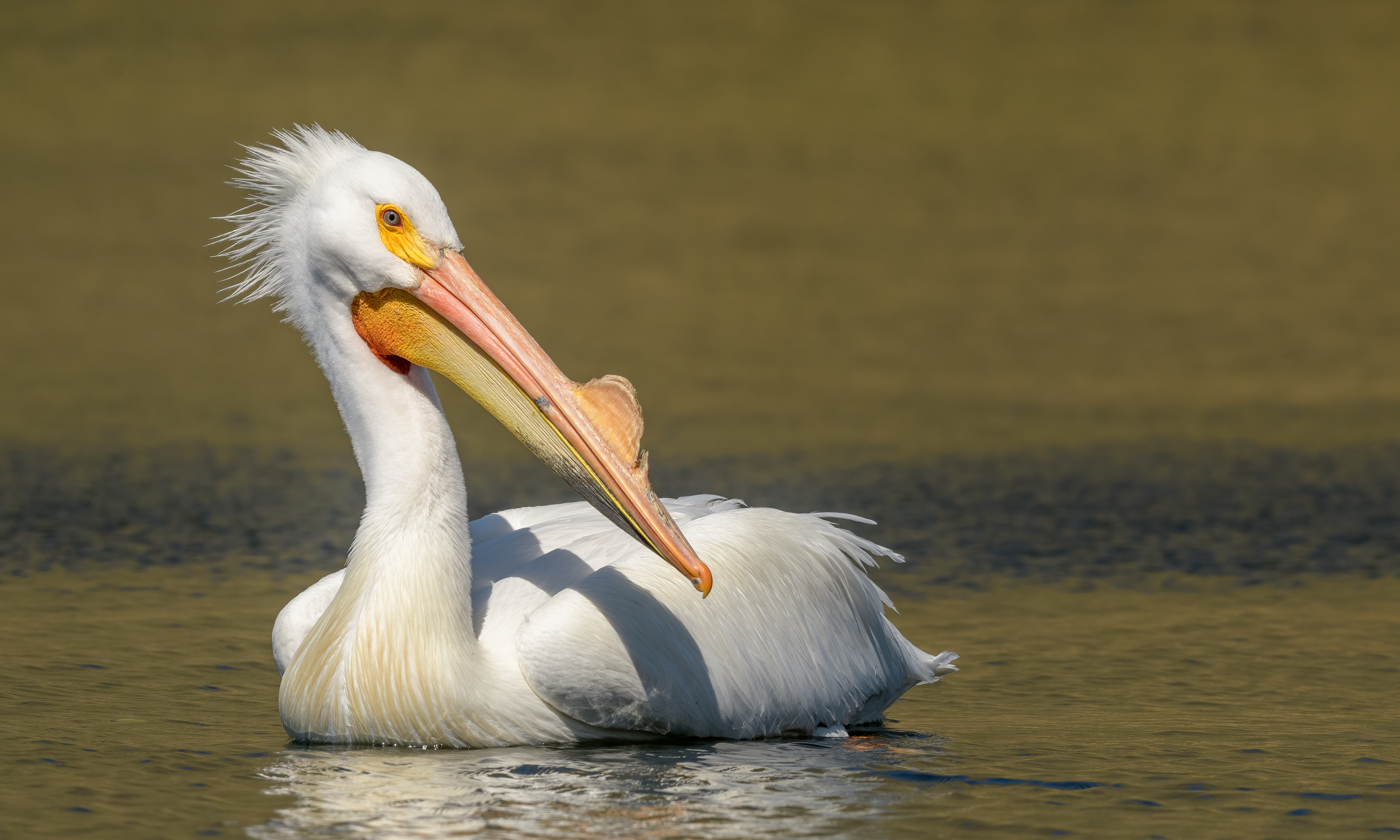
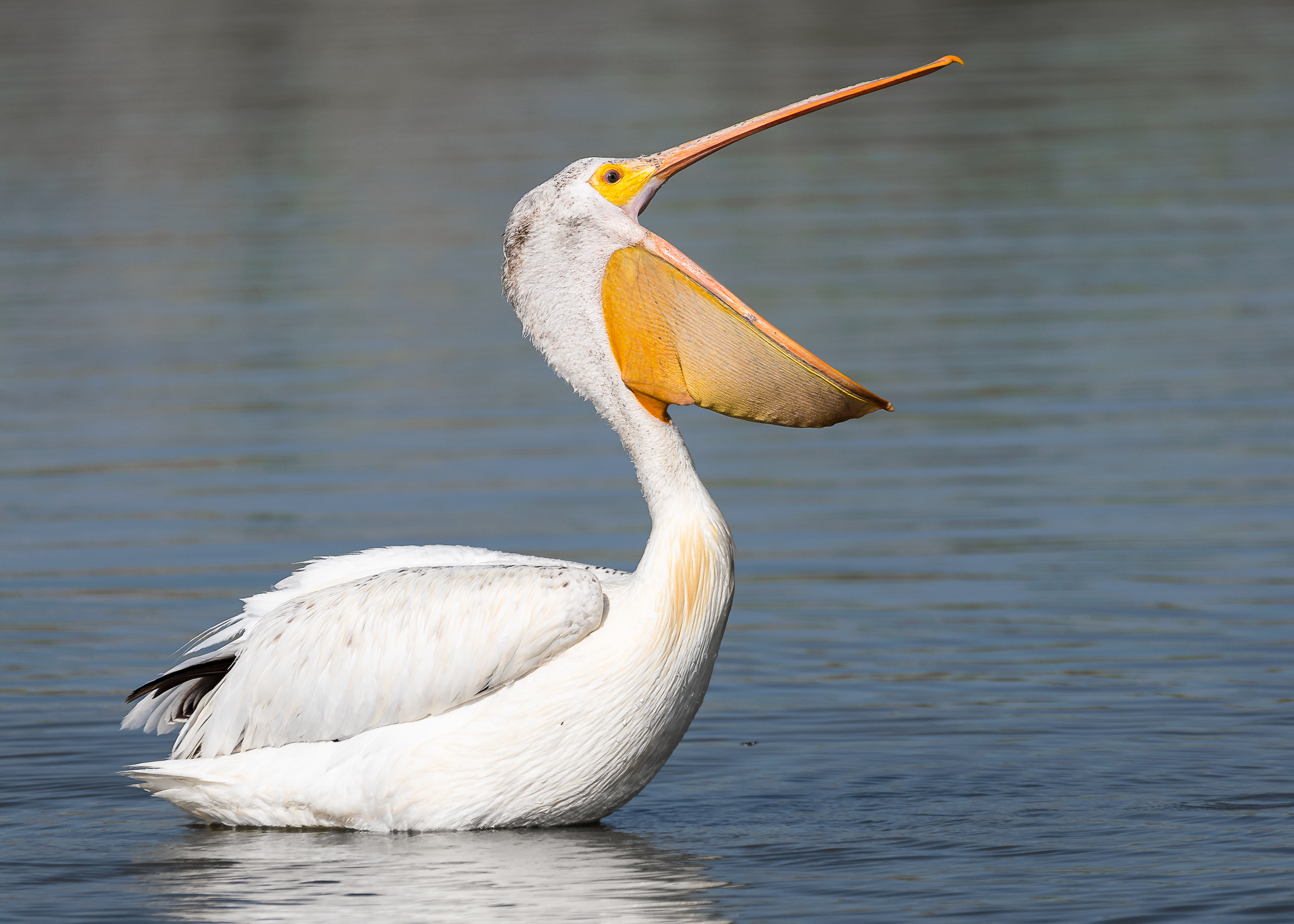
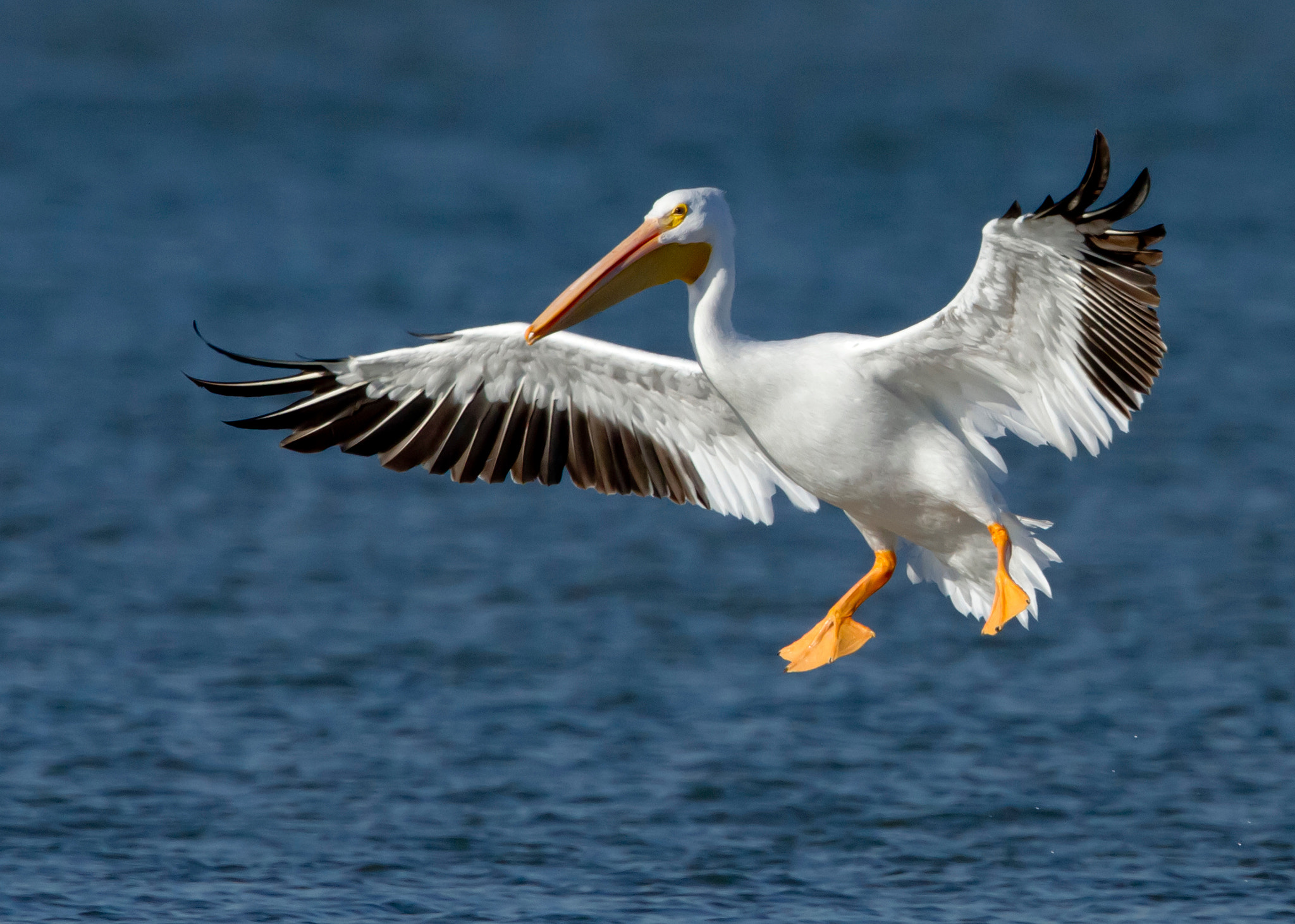
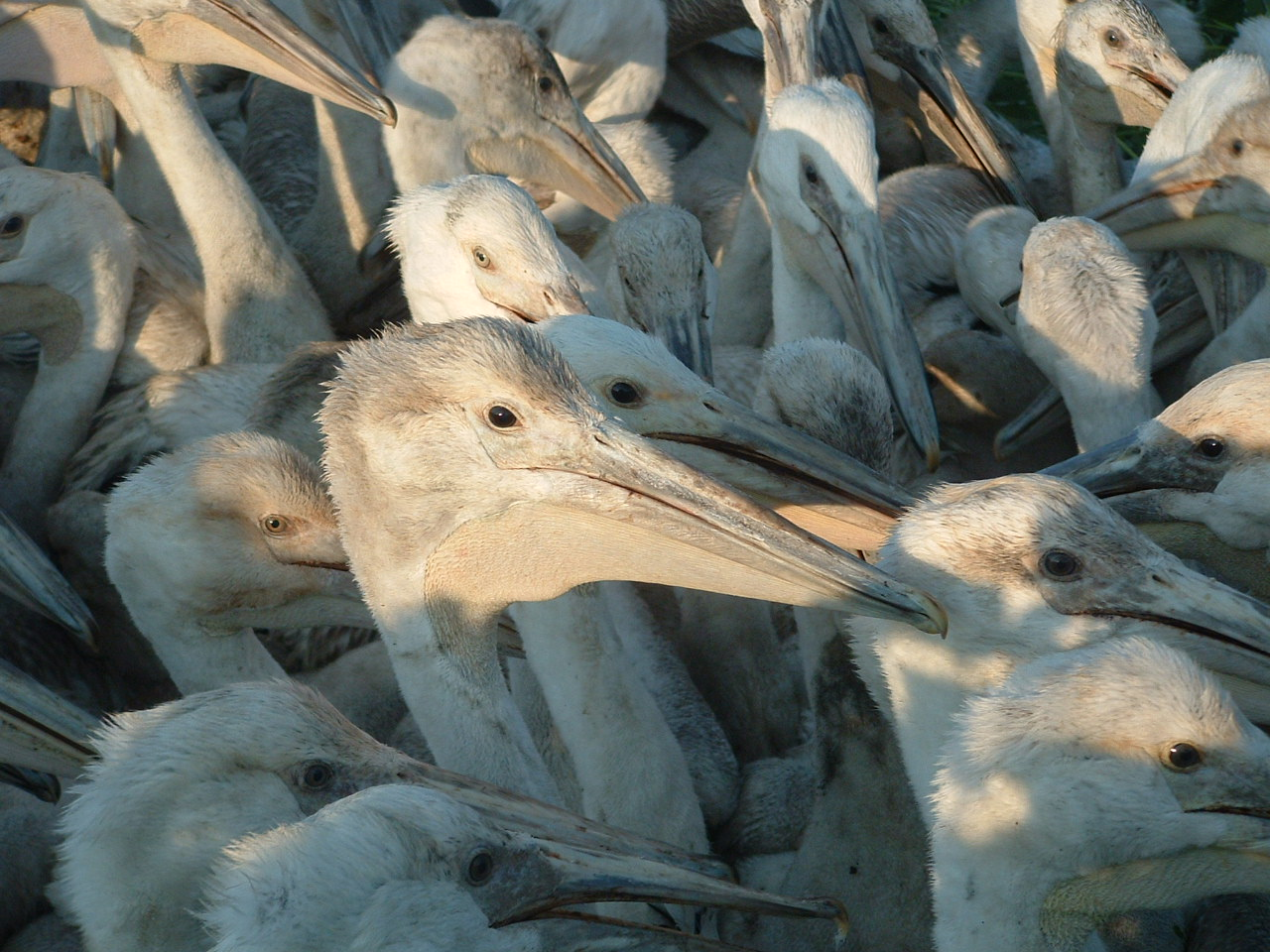